# Le Crime du docteur Warren
Pour plus de détails, voir Fiche technique et Distribution.
Le Crime du docteur Warren (Der Januskopf) est un film allemand réalisé en 1920 par Friedrich Wilhelm Murnau sous le titre original de Der Januskopf.

## Synopsis
Le Dr Jeskyll, qui vit à Londres, achète un buste possédant deux visages, l'un beau et l'autre horrible. Le buste devient très vite une obsession pour Jeskyll, qui tente de s'en débarrasser lors d'une vente aux enchères pour le racheter par la suite.

## Fiche technique
- Titre : Le Crime du docteur Warren
- Titre original : Der Januskopf
- Titre anglais : The Head of Janus
- Réalisation : Friedrich Wilhelm Murnau
- Scénario : Hans Janowitz d'après L'Étrange Cas du docteur Jekyll et de M. Hyde de Robert Louis Stevenson
- Photographie : Karl Freund, Carl Hoffmann et Carl Weiss
- Production : Erich Pommer
- Société de production : Lipow-Film et Decla-Bioskop
- Pays :  République de Weimar
- Durée : 107 minutes (2 300 m[1])
- Genre : Horreur et science-fiction
- Durée : 107 minutes
- Dates de sortie : 
  -  République de Weimar : 26 août 1920

## Distribution
- Conrad Veidt : Dr. Warren / M. O'Connor
- Magnus Stifter : l'ami du Dr. Warren
- Margarete Schlegel : Grace / Jane
- Béla Lugosi : le serviteur du Dr. Warren
- Margarete Kupfer : Jane Lanyon / Grace